# Der schüchterne Don Juan
Der schüchterne Don Juan (Originaltitel: The Lucky Horseshoe) ist ein US-amerikanischer Stummfilmwestern aus dem Jahr 1925 von John G. Blystone mit Tom Mix und Billie Dove in den Hauptrollen. Der Film wurde von der Fox Film Corporation produziert und basiert auf einer Originalstory von Robert Lord.

## Handlung
Tom Foster, Vorarbeiter der Hunt-Ranch, übernimmt nach dem Tod des Besitzers die Leitung des Anwesens. Obwohl er in die junge Eleanor Hunt verliebt ist, zögert Tom, ihr einen Heiratsantrag zu machen. Ihre Tante Ruth nimmt sie mit auf eine Europareise.

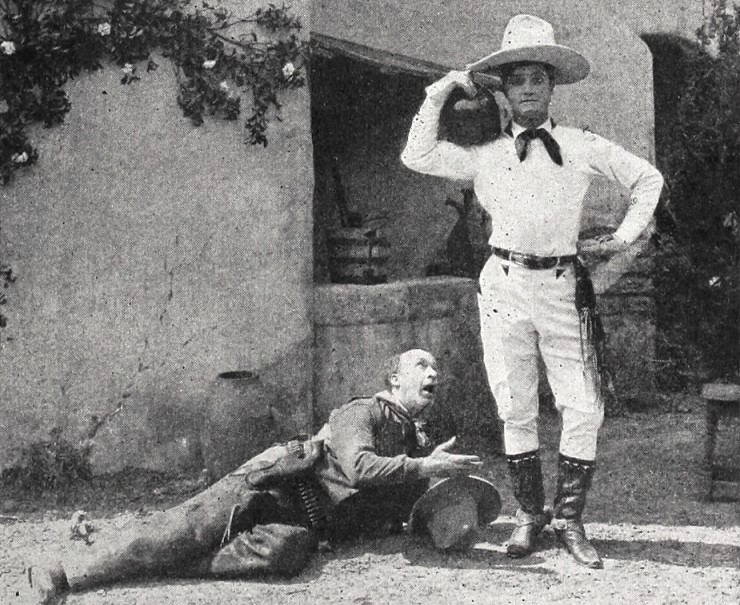
Szenenfoto mit Tom Mix und J. Farrell MacDonald (liegend)

Eleanor kehrt zwei Jahre später mit europäischem Gebaren und einem Verlobten namens Denman zurück. Tom hat die Ranch in der Zwischenzeit stark verbessert, und Eleanor kann ihre Zuneigung zu ihm nicht verbergen. Der neue Vorarbeiter Mack unterhält Tom mit den verwegenen Heldentaten Don Juans, in der Hoffnung, den Sinn seines Chefs für Romantik wiederzubeleben. Tom wird von Denmans Handlangern entführt und träumt, nachdem er bewusstlos geschlagen wurde, davon, der sagenumwobene Don Juan zu sein, der wie ein Löwe um die Liebe kämpft. Er erwacht, befreit sich von seinen Fesseln und kehrt auf die Ranch zurück. Tom kommt rechtzeitig an, um die Hochzeit zu verhindern, und heiratet Eleanor selbst.

## Hintergrund
Cowboy-Star Tom Mix sollte am 8. Mai 1925 von einer Europareise zurückkehren, wie zwei Tage zuvor berichtet wurde. Die Dreharbeiten zu diesem Film sollten am 2. Juni 1925 in den Fox-Studios in Hollywood beginnen.
Der Produktionsbeginn wurde dann am 18. Juli 1925 angekündigt.
Am 8. August 1925 wurde berichtet, dass für die Produktion angeblich 2.000 Statisten besetzt wurden. Am gleichen Tag wurde angegeben, dass ein Pferd namens „Napoleon“ im Film als Zweitbesetzung für Mix‘ alternden Pferdegefährten Tony auftreten würde. Es hieß weiter, Mix habe Napoleon zwei Jahre zuvor gekauft, nachdem er fünf Jahre lang nach einem Pferd gesucht hatte, das Tony in Aussehen, Intelligenz und Wesen ähnelte. Mix plante, die beiden Pferde in künftigen Produktionen abwechselnd einzusetzen.
Der Film wurde am 15. August 1925 in Chicago und am 16. August 1925 in New York uraufgeführt.
Laut des TV Guide spielte Gary Cooper, hier noch unter seinem bürgerlichen Namen Frank Cooper, eine kleine unerwähnte Statistenrolle als Rancharbeiter.

## Kritiken
Mordaunt Hall von der The New York Times, der Film passe gut zu Mr. Mix’ agilen Talenten, da er ihm die Möglichkeit gebe, vier oder fünf Männer mit dem Lasso einzufangen und Dutzende anderer umzuwerfen. Der Superheldencharakter dieser Rolle könne immer mit der Begründung entschuldigt werden, dass es sich um einen Traum handele. Es sei ein Film, der ohne Ruckeln dahinrast, soweit es die Geschichte betreffe, und sei eine höchst angenehme Unterhaltung.